# Marian Konieczny
Marian Adam Konieczny (sinh ngày 13 tháng 1 năm 1930 tại Jasionów - mất ngày 25 tháng 7 năm 2017 tại Jasionów) là một nhà điêu khắc và chính trị gia người Ba Lan. Ông từng làm giáo sư và chủ nhiệm khoa Khoa Điêu khắc của Học viện Mỹ thuật Jan Matejko ở Kraków.

## Cuộc đời
Marian Konieczny tốt nghiệp Akademia Sztuk Pięknych w Krakowie (Học viện Mỹ thuật Jan Matejko) ở Kraków vào năm 1954. Khi theo học tại đây, ông làm học trò của Xawery Dunikowski. Từ năm 1972 đến năm 1981, Marian Konieczny làm giáo sư và chủ nhiệm khoa của Học viện. Ông đã tạc nhiều tượng đài đáng chú ý, chẳng hạn như Warsaw Nike, Đài tưởng niệm liệt sĩ ở Algiers, Tướng Tadeusz Kosciuszko ở Philadelphia và Giáo hoàng John Paul II ở Leżajsk. Năm 2000, Tổng thống Aleksander Kwasniewski đã trao tặng cho ông Thập tự Chỉ huy cùng Ngôi sao Huân chương Polonia Restituta. Tượng đài Vladimir Lenin của Marian Konieczny ở Nowa Huta là tượng đài Lenin lớn nhất ở Ba Lan. Tượng đài này đã bị tháo dỡ vào năm 1989 vì phần gót chân của Lenin bị hư hại do một vụ nổ yếu xảy ra vào 10 năm trước đó. Năm 2009, Marian Konieczny được trao tặng Huy chương vàng Huy chương Công trạng về văn hóa - Gloria Artis vì những đóng góp to lớn cho nền văn hóa.

## Triển lãm

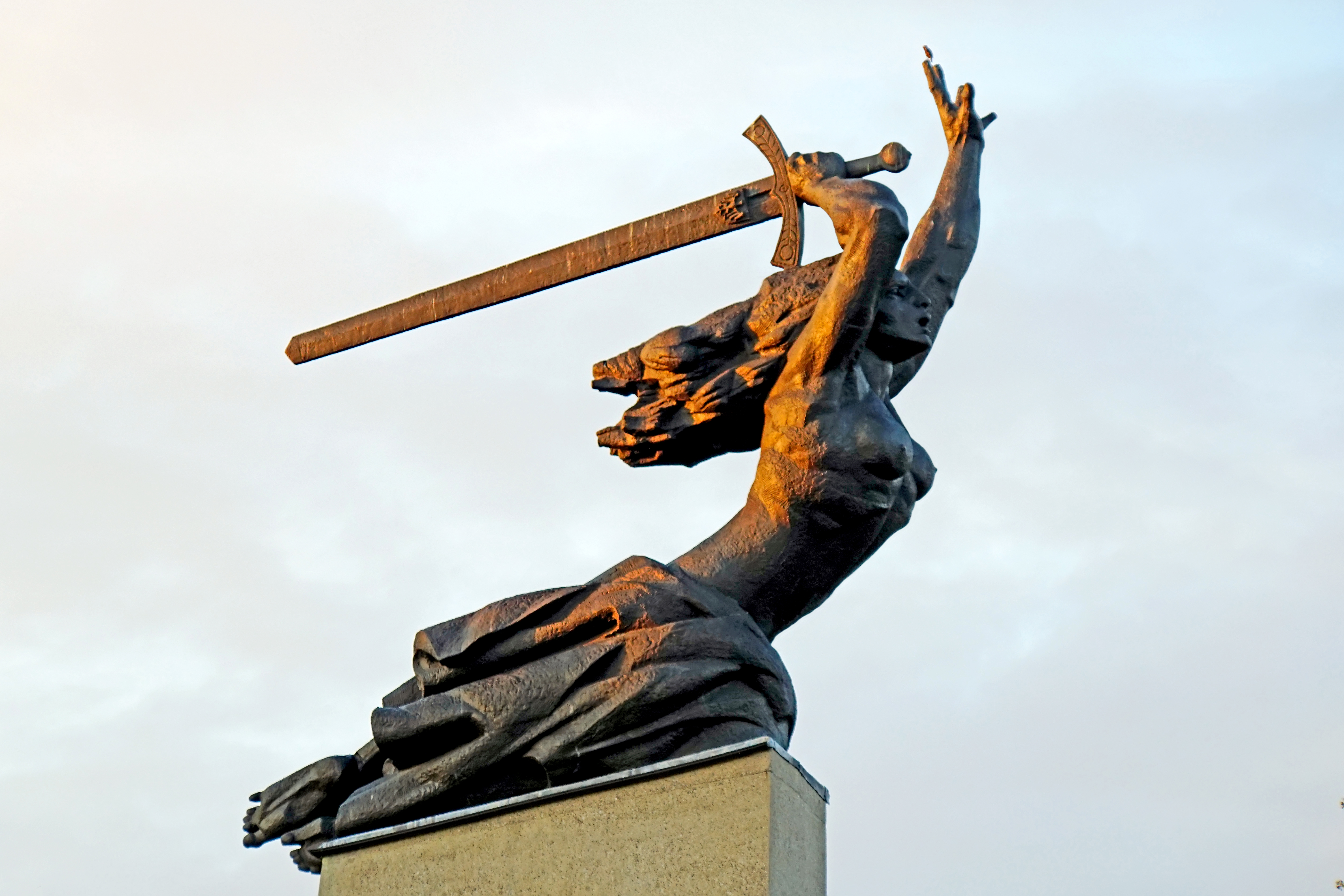
Đài tưởng niệm các anh hùng của Warsaw, còn được gọi là Warsaw Nike
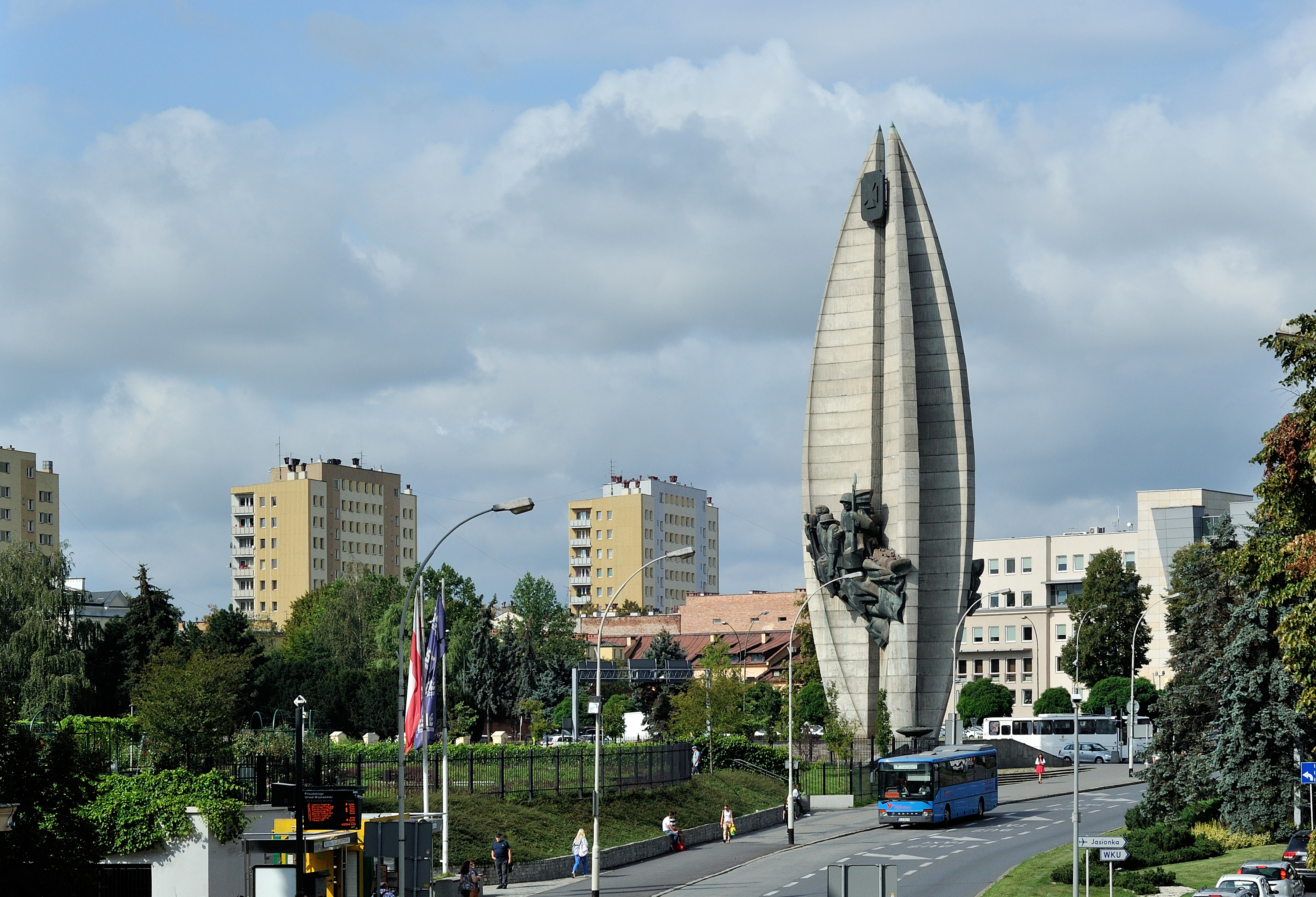
Tượng đài Cách mạng ở Rzeszów
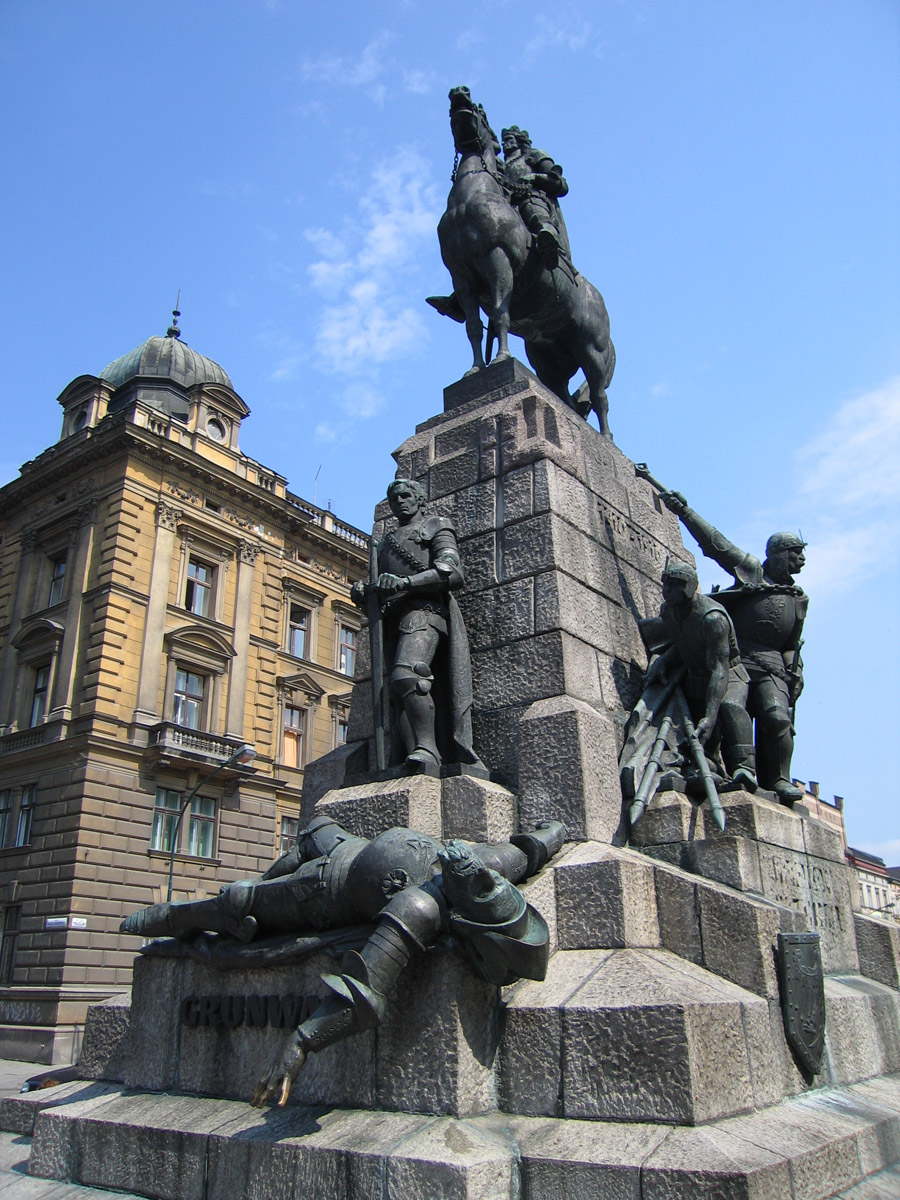
Tượng đài Grunwald ở Kraków (tái thiết)
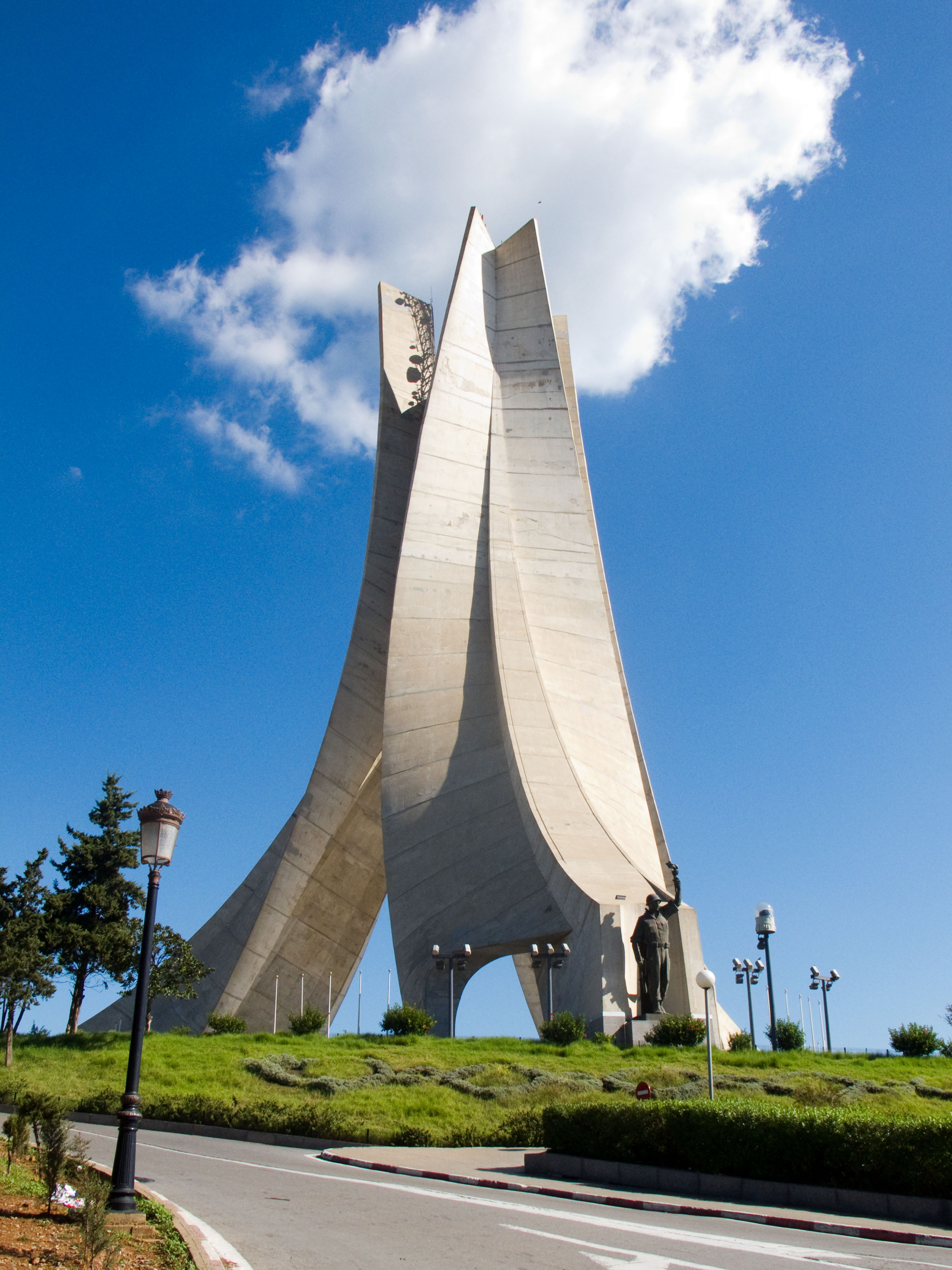
Đài tưởng niệm liệt sĩ ở Algiers
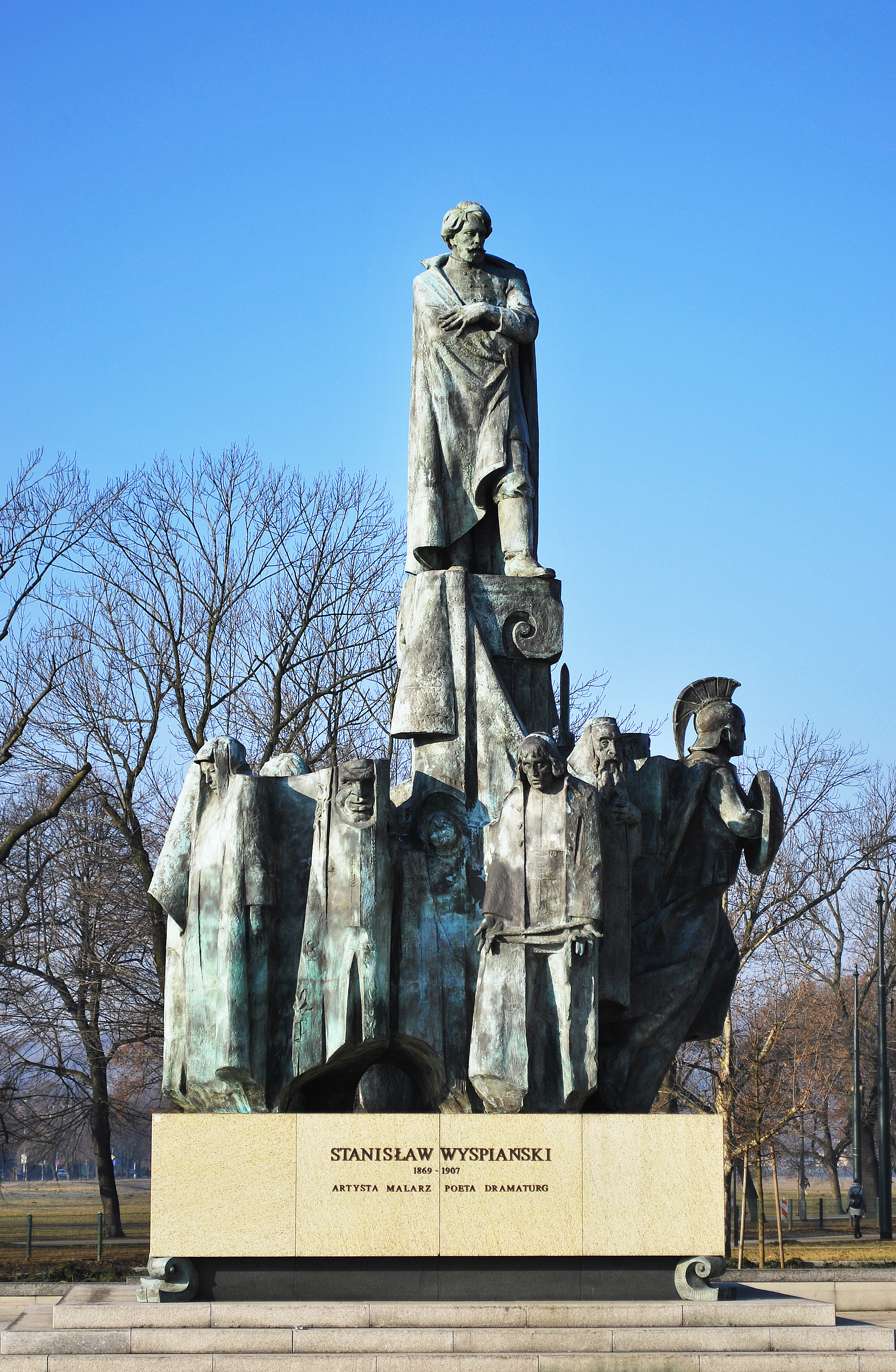
Tượng đài Stanisław Wyspiański ở Kraków
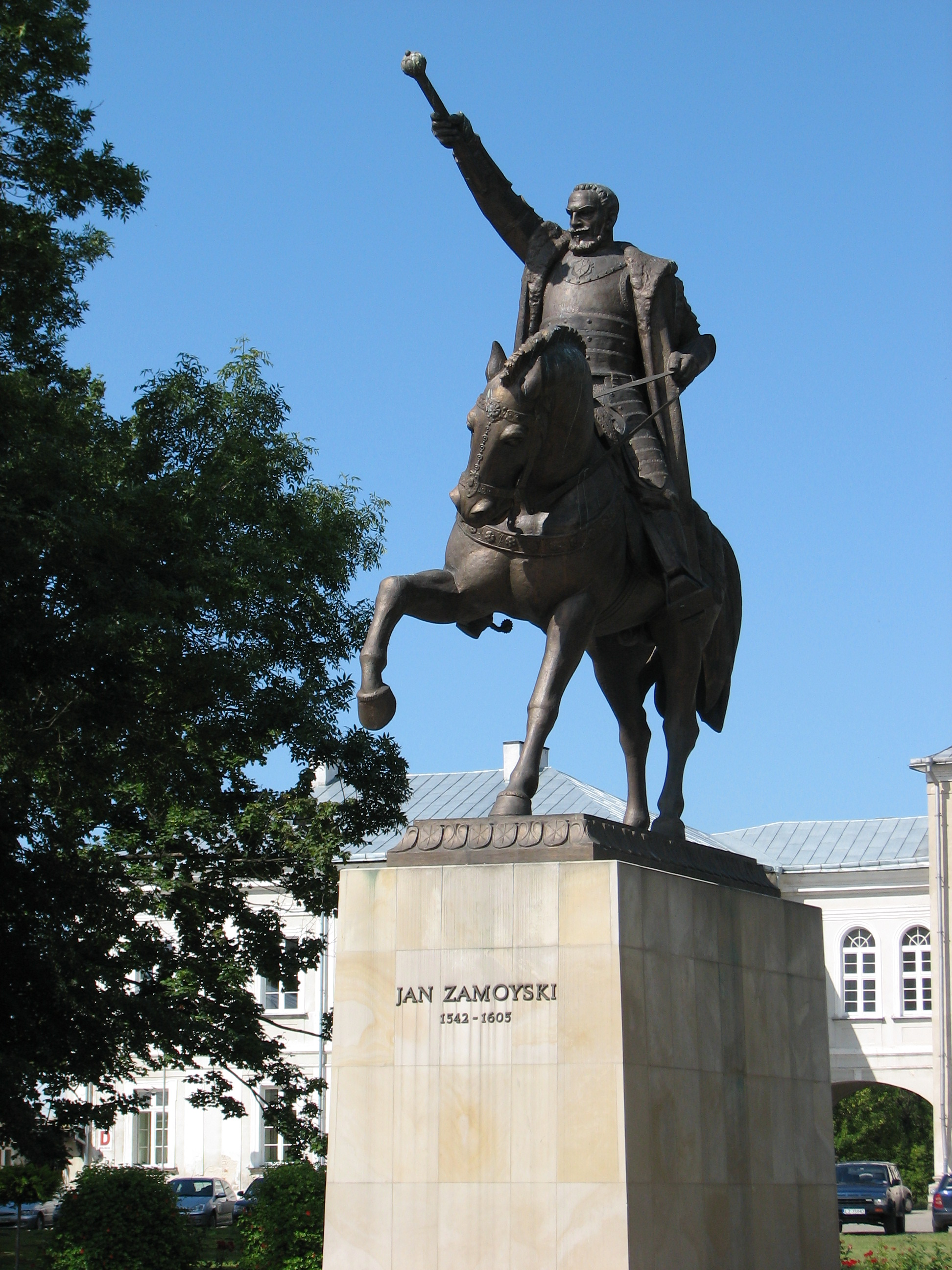
Tượng cưỡi ngựa của Jan Zamoyski ở Zamość
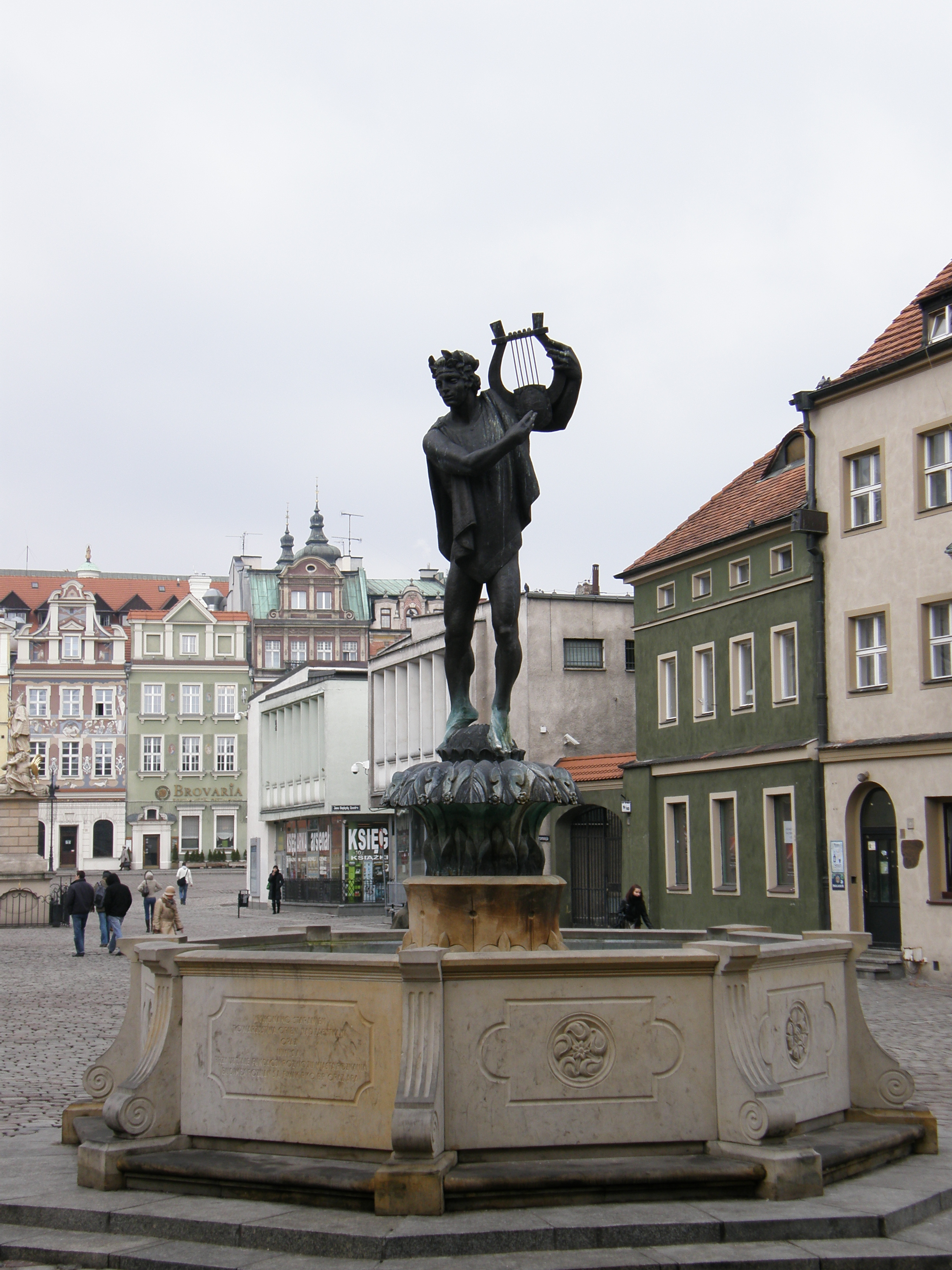
Đài phun nước Apollo ở Quảng trường chợ Poznań
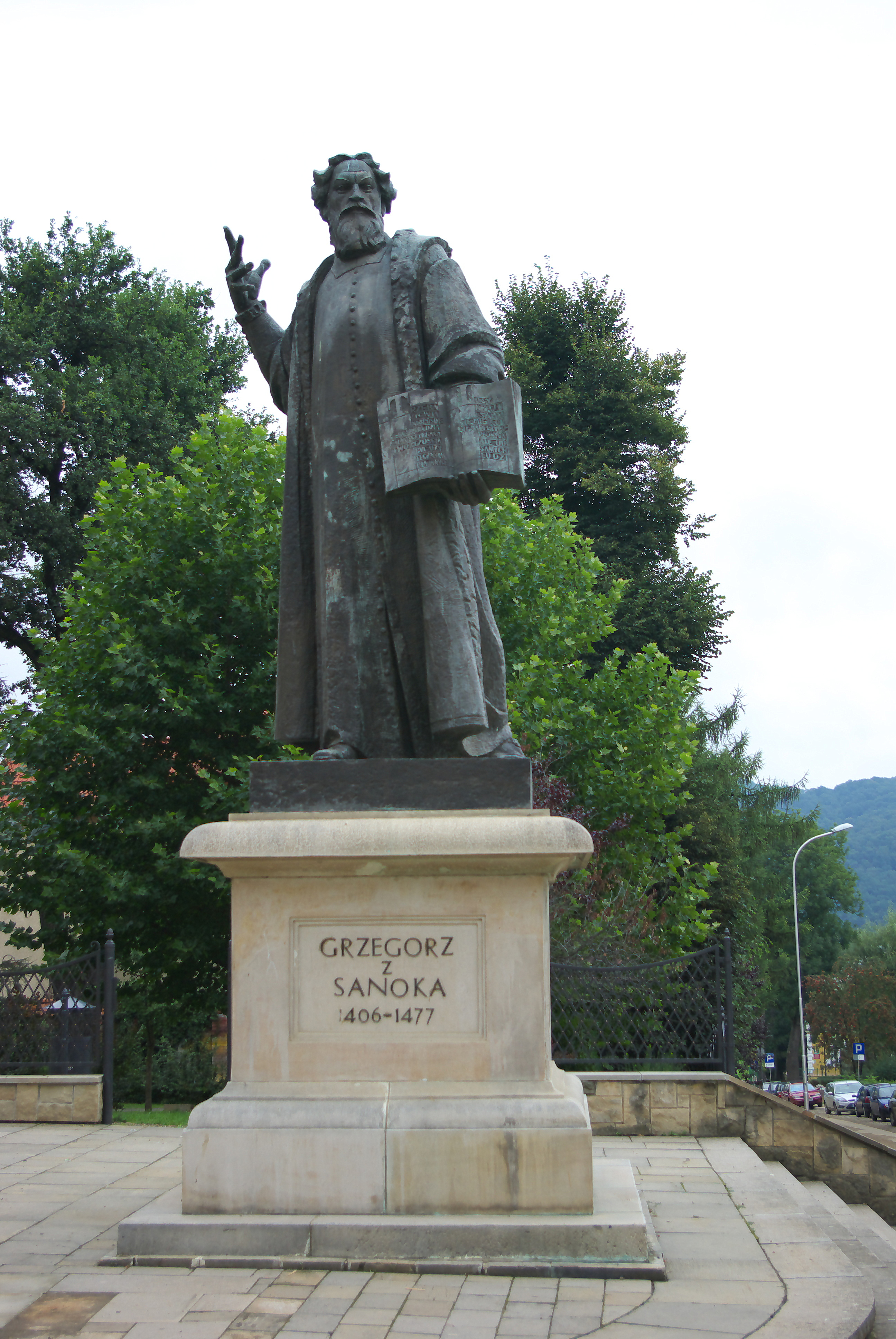
Tượng đài Grzegorz của Sanok ở Sanok